# Cteniloricaria maculata
Cteniloricaria maculata és una espècie de peix de la família dels loricàrids i de l'ordre dels siluriformes.

## Morfologia
- Els mascles poden assolir 17 cm de longitud total.[4][5]

## Hàbitat
És un peix d'aigua dolça i de clima tropical que comparteix el seu hàbitat amb Characidium fasciadorsale, Imparfinis minutus, Corydoras guianensis i, especialment, Harttia surinamensis.

## Distribució geogràfica
Es troba a Sud-amèrica: conques dels rius Maroni i Corantijn.